# Trachyrhachys kiowa
Trachyrhachys kiowa är en insektsart som först beskrevs av Thomas, C. 1872.  Trachyrhachys kiowa ingår i släktet Trachyrhachys och familjen gräshoppor. Inga underarter finns listade i Catalogue of Life.